# 基耶
基耶（法語：Quié，法語發音：[kje]）是法国阿列日省的一个市镇，位于该省中南部，属于富瓦区。

## 地理
基耶（42°50'45"N, 1°35'39"E）面积2.51 平方千米，位于法国奧克西塔尼大區阿列日省，该省份为法国西南部内陆省份，西部和北部与上加龙省接壤，东临奥德省，东南至东比利牛斯省接壤，南与安道尔和西班牙接壤。
与基耶接壤的市镇（或旧市镇、城区）包括：阿利亚、热纳、阿列日河畔塔拉斯孔。

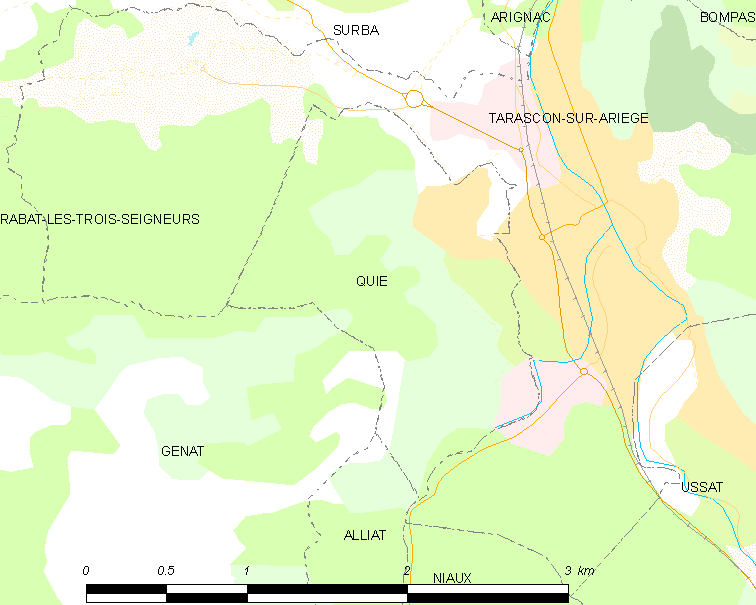
基耶的OSM定位图

基耶的时区为UTC+01:00、UTC+02:00（夏令时）。

## 行政
基耶的邮政编码为09400，INSEE市镇编码为09240。

## 政治
基耶所属的省级选区为萨巴尔泰斯县。

## 人口

1962-2008年间基耶人口变化图示

基耶于2022年1月1日时的人口数量为298人。